# پلام اسپرینگز (کنتاکی)
پلام اسپرینگز (به انگلیسی: Plum Springs) شهری در ایالت کنتاکی کشور ایالات متحده آمریکا است که جمعیت آن در سرشماری سال ۲۰۱۰ میلادی، ۴۵۳ نفر بوده‌است.